# Michel Onfray
Michel Onfray (Argentan, 1 de gener del 1959) és un filòsof i assagista francès.

## Trajectòria
Va exercir de professor en un centre d'ensenyament secundari de Caen del 1983 fins al 2002, que creà la Universitat Popular de Caen. En els seminaris que hi fa, Onfray defensa una ètica hedonista (La sculpture de soi, 1993), una defensa de l'amor llibertari (Théorie du corps amoureux : pour une érotique solaire, 2000), una política llibertària (Politique du rebelle, 1997), una epistemologia tecnòfila (Féeries anatomiques, 2004), una estètica cínica (Archéologie du présent, 2003) i una historiografia (Contre-histoire de la philosophie) i pedagogia (Antimanuel de philosophie : leçons socratiques et alternatives, 2001) alternatives, tot partint de l'ontologia d'un ateisme postmodern (Traité d'athéologie, 2005).
Onfray és l'autor d'una cinquantena de llibres, en els quals formula un projecte hedonista ètic. Els seus textos proposen una teoria i una defensa dels sentits, de l'autonomia del pensament (la cultura de l'art) i de la vida (coneixement de si mateix i d'altri) que invita a la recuperació del filòsof artista, en la línia dels pensadors grecs, i la descristianització de l'epistemologia occidental. El súmmum de l'ètica, segons Onfray, es troba en una frase manllevada a Nicolas Chamfort, escriptor del segle XIX: «Gaudeix i fes gaudir, sense fer mal a tu ni a ningú, vet aquí tota la moral».
El filòsof francès reclama una visió positiva de l'existència i convoca les pulsions més entusiastes: els plaers són la base del nostre passatge pel món. Onfray els considera positivament, sempre que no tinguin com a efecte un malestar de dimensions superiors al plaer convocat.
El seu Tractat d'ateologia (2005) és el succés més destacat de la seva carrera d'escriptor i va constituir una forta polèmica en alguns mitjans. Amb més de dos-cents mil exemplars venuts a França, ha creat un polèmic debat en els cercles intel·lectuals. Per a l'autor, es tractava de denunciar l'alienació que representa la religió i tots els seus dogmes (també els de caràcter polític i religiós, font de dolor). Onfray, en canvi, defensa que l'individu es constitueixi en el centre de la seva pròpia existència. Va tenir també una repercussió considerable el seu llibre La força d'existir. En la línia de la cèlebre demanda de Spinoza: «De què és capaç el cos?», Onfray s'endinsa en l'hedonisme partint de la perspectiva de l'avui: com pensar com a artista? Com situar l'ètica en l'àmbit estètic? Quin lloc hi ha per a Dionís en la cultura dominada per Apol·lo? Són possibles noves comunitats?
Onfray és un dels pensadors més prolífic, mediàtic i conegut de l'actualitat gràcies a la sèrie Contrahistòria de la filosofia (Edicions de 1984, en 5 volums) i els monogràfics dedicats, entre d'altres, a Sigmund Freud, Friedrich Nietzsche, Immanuel Kant i Pierre Bourdieu. Les allaus de Sils Maria. Geologia de Friedrich Nietzsche, ha estat publicat per Fragmenta Editorial.